# FC 아브디시아타 칸트
FC 아브디시아타 칸트(키르기스어: футбол Клубу Абдыш-Ата, 러시아어: Футбольный клуб Абдыш-Ата)는 칸트를 연고로 하는 키르기스스탄의 축구단이다. 현재 키르기스스탄 프리미어리그에 참가하고 있다.

## 우승
- 키르기스스탄컵: 2007, 2009, 2011, 2015, 2022
- 키르기스스탄 슈퍼컵: 2016

## 선수 명단

### 현역
- 에르니스트 바티르카노프(2022, 2023 ~ )
- 카이라트 지르갈베크 울루(2012 ~ 2014, 2023 ~ )
- 크리스티얀 브라우즈만(2021 ~ )